# هانس استروکسس
هانس استروکسس (انگلیسی: Hans Struksnæs; ۲۴ آوریل ۱۹۰۲ – ۲۵ آوریل ۱۹۸۳) قایقران قایق بادبانی اهل نروژ بود.